# Rinus van Beek
Marinus Cornelis "Rinus" van Beek (Amsterdam, 18 juli 1947 - aldaar, 7 maart 2018) was een Nederlands zwemmer.

## Biografie
Van Beek nam deel aan de Europese kampioenschappen van 1966 op de 4x100 meter wisselslag. Hĳ haalde hiermee de finale. Van Beek nam vervolgens deel aan de Olympische Zomerspelen van 1968 op de 200 meter rugslag, maar haalde de finale niet. In 1971 zette hĳ een Nederlands record neer op de 4x200 meter vrije slag in de Europacup B in Turĳn.
Na zĳn zwemcarrière werd van Beek zwemtrainer bĳ zwemvereniging Het Y. Op 7 maart 2018 overleed van Beek op 70-jarige leeftĳd.